# Gwiazdozbiór Lwa
Lew (łac. Leo, dop. Leonis, symbol , skrót Leo) – 12. co do wielkości konstelacja będąca jednym z 12 gwiazdozbiorów zodiaku. Słońce wędruje na tle tego gwiazdozbioru od 10 sierpnia do 16 września. W naszych czasach przez gwiazdozbiór Lwa przebiega 35,8° ekliptyki: 2/5 znaku Lwa 4/5 znaku Panny. Liczba gwiazd widoczna nieuzbrojonym okiem: około 70. W Polsce widoczny wiosną.

## Mity i legendy

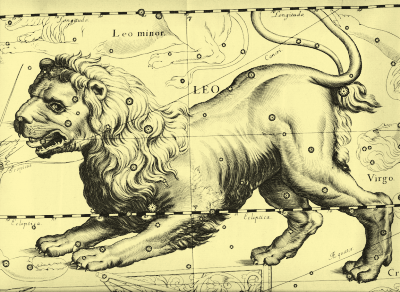
Grafika autorstwa Jana Heweliusza

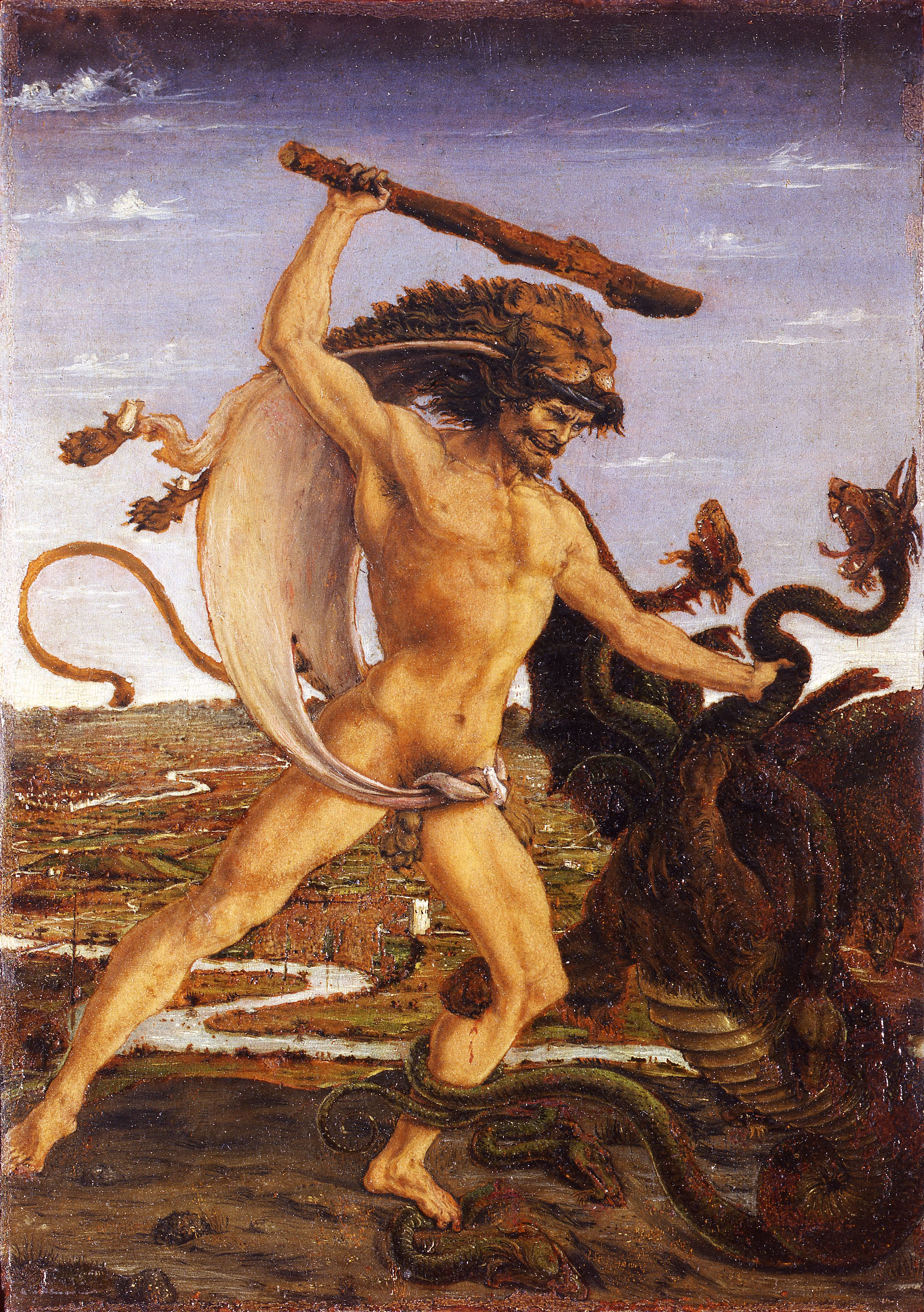
Herakles obleczony w skórę Lwa nemejskiego walczący z Hydrą lernejską

Konstelacja wyobraża mitologicznego potwora, ogromnego lwa, nękającego mieszkańców spokojnej okolicy argolidzkiej doliny Nemei, którego skóry nie mogła przebić żadna włócznia. Herkules musiał pokonać go, aby wypełnić jedną ze swych dwunastu prac (zwykle zabicie lwa uważane było za pierwszą, gdyż wskutek niej heros zdobył zbroję z lwiej skóry, która czyniła go niewrażliwym na ciosy). Lew nemejski był zwierzęciem o niezwykłych cechach. Według mitologii żadne ostrze nie było w stanie nawet zadrapać jego skóry. Herkulesowi udało się jednak dokonać tego, co niemożliwe. Początkowo heros wystrzelił w kierunku Lwa nemejskiego grad strzał, połamał na nim maczugę oraz skrzywił miecz. Lwa pokonała dopiero przebiegłość herosa. Po przegranej początkowo przez Herkulesa walce zwierzę wycofało się do jaskini o dwóch wejściach. Bohater zawiesił w jednym końcu sieć, a sam wszedł drugim wejściem. Walka rozgorzała na nowo, Herkules stracił w niej palec, zdołał jednak schwytać Lwa, objął ramieniem jego szyję i udusił zwierzę. Stojąc przed zleceniodawcą dwunastu prac, królem Eurysteuszem, ku zdumieniu wszystkich rozciął skórę Lwa nemejskiego, używając do tego lwiego pazura. Ściągnąwszy skórę lwa, Herkules przyodział się w nią i w tym właśnie stroju bywał często przedstawiany. Najjaśniejsza gwiazda Lwa, Regulus, była w starożytności symbolem Monarchii.

## Wybrane gwiazdy

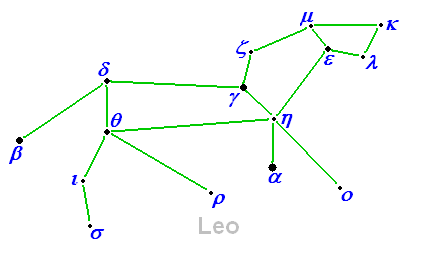
Gwiazdozbiór Lwa z zaznaczonymi 15 gwiazdami: α Leo (Regulus), β Leo (Denebola), γ Leo (Algieba), δ Leo (Zosma), ε Leo, ζ Leo (Adhafera), η Leo, ϑ Leo (Chertan), ι Leo, κ Leo, λ Leo (Alterf), μ Leo (Rasalas), ο Leo (Subra), ρ Leo, σ Leo

W odróżnieniu od wielu innych gwiazdozbiorów, w konturach Lwa naprawdę można wyobrazić sobie sylwetkę zwierzęcia. Głowę lwa reprezentuje skierowany do tyłu znak zapytania, asteryzm zwany Sierpem, złożony z sześciu gwiazd od Epsilon (ε) do Alfa Leonis (α). Wyraźny trójkąt prostokątny jest zadem lwa, a linie gwiazd – nogami wylegującej się bestii. Gwiazda Denebola (β Leo) wyznacza jego ogon. Gromada gwiazd Warkocza Bereniki reprezentuje kosmyk na końcu ogona.
- α Leo (Regulus) ma jasność 1,36m (15. miejsce pod względem jasności wśród gwiazd). W rysunku gwiazdozbioru znajduje się w miejscu lwiego serca. Łacińska nazwa gwiazdy oznacza „małego króla”[3]; Mikołaj Kopernik używał tej nazwy jako jeden z pierwszych, choć nie jest jej autorem[5]. Niebiesko-biała gwiazda ciągu głównego, odległa od nas o 77 lat świetlnych. Przez lornetkę lub mały teleskop można dostrzec jej niezbyt bliskiego towarzysza o jasności obserwowanej 7,7m[4].
- β Leo (Denebola, co z arabskiego można przetłumaczyć jako „koniec lwiego ogona”), gwiazda położona po drugiej stronie gwiazdozbioru, druga co do jasności[3]. To niebiesko-biała gwiazda położona w odległości 36 lat świetlnych i wielkości gwiazdowej 2,1m[4].
- CN Leonis (Wolf 359), jedna z najbliższych gwiazd od Układu Słonecznego. Jest to czerwony karzeł odległy o 7,8 lat świetlnych. Jego jasność obserwowana wynosi 13,5m, ale niekiedy zwiększa się o 1m. Znajduje się przy granicy z konstelacją Sekstantu[4].
- γ Leo (Algieba), trzecia pod względem jasności oznaczająca z arabskiego „czoło”, co może być jednak mylące – Ptolemeusz, którego uznaje się za twórcę obowiązującego do dzisiaj kształtu konstelacji, utożsamiał tę gwiazdę z lwim karkiem. To układ poczwórny gwiazd, gdzie dwiema centralnymi gwiazdami są złotożółte olbrzymy. Pierwsza z nich (składnik A) ma średnicę 23, a druga (składnik B) 10 razy większą od Słońca. Obie oddalone są od siebie o 4,3 sekundy kątowej i obiegają wspólny środek ciężkości w czasie 619 lat. Leżą w odległości 126 lat świetlnych od Słońca[4]. Wokół tego układu znajdują się dwa dodatkowe składniki[3].
- δ Leo (Zosma), gwiazda o jasności 2,56m. W małym teleskopie układ ten prezentuje się wyjątkowo efektownie.
- ε Leo ma jasność 2,97m i jest żółtym olbrzymem.
- ζ Leo (Adhafera) jest układem wizualnie potrójnym, a więc systemem gwiazd nie związanych ze sobą fizycznie. Tworzy go gwiazda główna i para towarzyszy o jasności 6m[6].
- ι Leo to gwiazda podwójna o jasności łącznej 4,0m, jej składniki mają jasności 4,1m i 7,0m, obiegają się z okresem 200 lat.
- 83 Lwa to kolejna gwiazda podwójna o składnikach wielkości 6,2 i 7,9m[1].
- R Leo jest gwiazdą zmienną, należącą do ważnego typu gwiazd zmiennych długookresowych typu Mira Ceti (zwanego tak od gwiazdy ο Ceti w gwiazdozbiorze Wieloryba). Zmienia ona swą jasność od 4,4m do 11,3m z okresem 309,95 dni[3].

## Interesujące obiekty
Oprócz wielu mniej jasnych galaktyk, w gwiazdozbiorze Lwa leżą też następujące galaktyki widoczne przez większe lornetki:
- Triplet Lwa – gromada galaktyk w skład której wchodzą galaktyki M65 (NGC 3623), M66 (NGC 3627) i NGC 3628. Poszczególne składniki oddalone są odpowiednio o około 22, 36 i 35 milionów lat świetlnych. Wszystkie składniki są galaktykami spiralnymi, a M 66 posiada dodatkowo poprzeczkę. Jasności widzialne tych galaktyk to odpowiednio 10,3, 9,7 i 14m.
- Grupa galaktyk Lew I – zwana również jako grupa M96 (NGC 3368), składa się z ośmiu składników, wśród których dominującą rolę odgrywają obiekty M 96, M95 i M105 (NGC 3379). Galaktyki te zostały odkryte w roku 1781 przez Pierre’a Méchaina. M95 i M96 należą do grupy galaktyk spiralnych, a ich jasność widzialna to odpowiednio 11,4 i 10,1m, M105 jest galaktyką eliptyczną zajmującą powierzchnię 5,4 na 4,8 minuty łuku i świecącą z jasności widzialną 10,2 m[3].
- NGC 2903 można już dostrzec 6-centymetrowym refraktorem, a 20-centymetrowym teleskopie widać już w tej wydłużonej spirali jądro podobne do gwiazdy. 40-centymetrowy teleskop uzupełnia obraz o wydłużone jądro, ciemniejsze pasmo na zachód od tego jądra i jasny węzeł, skatalogowany jako NGC 2905 na północnym krańcu galaktyki[1].

## Planety pozasłoneczne
Czerwony karzeł GJ 436 oddalony od Słońca o około 33 lata świetlne o typie widmowym M2,5 i jasności 10,68m. W 2004 roku odkryto planetę GJ 436 b, której okres obiegu wynosi 2,64 dni, a masa jest niewiele większa od masy Neptuna.

## Roje meteorów
Leonidy – jeden z najciekawszych rojów meteorów. Można go obserwować od 10 do 21 listopada. Radiant roju znajduje się w okolicy gwiazdy Algieba (γ Leo). Pochodzenie zjawisk łączy się z kometą 55P/Tempel-Tuttle, która została odkryta przez Ernsta W. Tempela i Horace P. Tuttle’a na przełomie 1865 i 1866. W przypadku Leonidów w dniu jego największej aktywności dostrzec można do ośmiu zjawisk w ciągu godziny. Co około 33 lata rój staje się bardziej obfity. W 1945 obserwowane było 88 przelotów na godzinę, natomiast w 1966 obserwowano prawdziwy deszcz 100 tysięcy meteorów. W latach 1998–2002 obserwowano wzrost aktywności roju wynikający z przejścia komety przez peryhelium orbity. W 2001 było ich kilka tysięcy. Maksimum roju przypada na 17 listopada.